# Német férfi kosárlabda-válogatott
A német férfi kosárlabda-válogatott Németország férfi nemzeti kosárlabda csapata, amelyet a Német kosárlabda-szövetség (németül: Deutscher Basketball Bund) irányít. Egyszeres Európa-bajnokok (1993) és egyszeres világbajnokok (2023). Az olimpiai játékokon a negyedik hely a legjobb eredményük (2024).

## Története
Németország 1934-ben lett a Nemzetközi Kosárlabda-szövetségnek (FIBA) tagja. Az 1935-ös Európa-bajnokságon nem vettek részt. A nemzetközi mezőnyben az 1963-as berlini olimpián mutatkoztak be hazai pályán. Ez volt az első kosárlabdatorna a nyári olimpiai játékokon. Első mérkőzésüket elveszítették Svájc ellen 25–18-ra és végül a tizenötödik helyen zárták a tornát. Az 1937-es és az 1939-es Európa-bajnokságon nem vettek részt. A második világháborút követően Németországot 1950-ig eltiltották a nemzetközi versenyeken való részvételtől. Az ország 1949-ben ráadásul két részre: Nyugat-Németországra és Kelet-Németországra szakadt. 1949 októberében megalapították a Német kosárlabda-szövetséget. Az NDK 1952-ben lett a FIBA tagja. A nemzetközi felfüggesztés után az NSZK válogatottja 1951-ben részt vett története első Európa-bajnokságán, ahol a tizenkettedik helyen végeztek. Az 1953-as, az 1955-ös és az 1957-es Európa-bajnokságon is szerepeltek, de nem értek el kiemelkedő eredményt. 1971-ben Németországban rendezték a tornát és a kilencedik helyet sikerült megszerezniük. 1986-ban jutottak ki történetük első világbajnokságára, de a csoportkör után kiestek. 1993-ban érték el az első nagy eredményüket, amikor rendezőként megnyerték az Európa-bajnokságot. A döntőben Oroszországot győzték le 71–70-re. Az 1994-es világbajnokságon a második csoportkör helyosztóin a tizenkettedik helyet szerezték meg. Az 1999-es Európa-bajnokságon szerepelt először a válogatottban Dirk Nowitzki és vezérletével bejutottak a negyeddöntőbe, ahol Jugoszlávia ellen estek ki. A 2001-es Európa-bajnokságon bejutottak a legjobb négy közé, de ott elveszítették az elődöntőt a házigazda törökökkel szemben hosszabbítást követően 79–78-ra, majd a bronzmérkőzésen is alulmaradtak Spanyolországgal szemben. A 2002-es világbajnokságon megszerezték a bronzérmet, miután 117–94-re legyőzték Új-Zélandot. A 2005-ös Európa-bajnokságon elveszítették a döntőt Görögországgal szemben 78–62-ra. A 2008-as pekingi nyári olimpiai játékokat a tizedik helyen zárták. A 2022-es Európa-bajnokságon ismét felállhattak a dobogó harmadik fokára, miután legyőzték Lengyelországot 82–69-re. A 2023-as világbajnokságon történetük legnagyobb sikerét aratták, amikor a döntőben 83–77-re legyőzték Szerbiát. A 2024. évi nyári olimpiai játékokon bejutottak az elődöntőbe, ahol 73–69-re kikaptak Franciaországtól és a bronzmérkőzést is elveszítették.

## Eredmények
| Olimpiai játékok | Olimpiai játékok | Olimpiai játékok | Olimpiai játékok | Olimpiai játékok |
| Év               | Eredmény         | M                | Gy               | V                |
| ---------------- | ---------------- | ---------------- | ---------------- | ---------------- |
| 1936             | 15.              | 4                | 1                | 3                |
| 1948             | Kizárva          | Kizárva          | Kizárva          | Kizárva          |
| 1952             | Nem indult       | Nem indult       | Nem indult       | Nem indult       |
| 1956             | Nem jutott be    | Nem jutott be    | Nem jutott be    | Nem jutott be    |
| 1960             | Nem jutott be    | Nem jutott be    | Nem jutott be    | Nem jutott be    |
| 1964             | Nem indult       | Nem indult       | Nem indult       | Nem indult       |
| 1968             | Nem jutott be    | Nem jutott be    | Nem jutott be    | Nem jutott be    |
| 1972             | 12.              | 9                | 3                | 6                |
| 1976             | Nem indult       | Nem indult       | Nem indult       | Nem indult       |
| 1980             | Nem jutott be    | Nem jutott be    | Nem jutott be    | Nem jutott be    |
| 1984             | 8.               | 8                | 2                | 6                |
| 1988             | Nem jutott be    | Nem jutott be    | Nem jutott be    | Nem jutott be    |
| 1992             | 7.               | 8                | 3                | 5                |
| 1996             | Nem jutott be    | Nem jutott be    | Nem jutott be    | Nem jutott be    |
| 2000             | Nem jutott be    | Nem jutott be    | Nem jutott be    | Nem jutott be    |
| 2004             |                  |                  |                  |                  |
| 2008             | 10.              | 5                | 1                | 4                |
| 2012             | Nem jutott be    | Nem jutott be    | Nem jutott be    | Nem jutott be    |
| 2016             | Nem jutott be    | Nem jutott be    | Nem jutott be    | Nem jutott be    |
| 2020             | 8.               | 4                | 1                | 3                |
| 2024             | 4.               | 6                | 4                | 2                |
| Összesen         | 7/21             | 44               | 15               | 29               |

| FIBA-világbajnokság | FIBA-világbajnokság | FIBA-világbajnokság | FIBA-világbajnokság | FIBA-világbajnokság |
| Év                  | Eredmény            | M                   | Gy                  | V                   |
| ------------------- | ------------------- | ------------------- | ------------------- | ------------------- |
| 1950                | Kizárva             | Kizárva             | Kizárva             | Kizárva             |
| 1954                | Nem jutott be       | Nem jutott be       | Nem jutott be       | Nem jutott be       |
| 1959                | Nem jutott be       | Nem jutott be       | Nem jutott be       | Nem jutott be       |
| 1963                | Nem jutott be       | Nem jutott be       | Nem jutott be       | Nem jutott be       |
| 1967                | Nem jutott be       | Nem jutott be       | Nem jutott be       | Nem jutott be       |
| 1970                | Nem jutott be       | Nem jutott be       | Nem jutott be       | Nem jutott be       |
| 1974                | Nem jutott be       | Nem jutott be       | Nem jutott be       | Nem jutott be       |
| 1978                | Nem jutott be       | Nem jutott be       | Nem jutott be       | Nem jutott be       |
| 1982                | Nem jutott be       | Nem jutott be       | Nem jutott be       | Nem jutott be       |
| 1986                | 13.                 | 5                   | 2                   | 3                   |
| 1990                | Nem jutott be       | Nem jutott be       | Nem jutott be       | Nem jutott be       |
| 1994                | 12.                 | 8                   | 5                   | 3                   |
| 1998                | Nem jutott be       | Nem jutott be       | Nem jutott be       | Nem jutott be       |
| 2002                |                     | 9                   | 8                   | 1                   |
| 2006                | 8.                  | 9                   | 5                   | 4                   |
| 2010                | 17.                 | 5                   | 2                   | 3                   |
| 2014                | Nem jutott be       | Nem jutott be       | Nem jutott be       | Nem jutott be       |
| 2019                | 18.                 | 5                   | 3                   | 2                   |
| 2023                |                     | 8                   | 8                   | 0                   |
| Összesen            | 7/19                | 49                  | 31                  | 18                  |

| Európa-bajnokság | Európa-bajnokság | Európa-bajnokság | Európa-bajnokság | Európa-bajnokság |
| Év               | Eredmény         | M                | Gy               | V                |
| ---------------- | ---------------- | ---------------- | ---------------- | ---------------- |
| 1935             | Nem indult       | Nem indult       | Nem indult       | Nem indult       |
| 1937             | Nem indult       | Nem indult       | Nem indult       | Nem indult       |
| 1939             | Nem indult       | Nem indult       | Nem indult       | Nem indult       |
| 1941             | Elmaradt         | Elmaradt         | Elmaradt         | Elmaradt         |
| 1946             | Kizárva          | Kizárva          | Kizárva          | Kizárva          |
| 1947             | Kizárva          | Kizárva          | Kizárva          | Kizárva          |
| 1949             | Kizárva          | Kizárva          | Kizárva          | Kizárva          |
| 1951             | 12.              | 8                | 2                | 6                |
| 1953             | 14.              | 8                | 3                | 5                |
| 1955             | 17.              | 8                | 3                | 5                |
| 1957             | 13.              | 10               | 3                | 7                |
| 1959             | Nem indult       | Nem indult       | Nem indult       | Nem indult       |
| 1961             | 16.              | 6                | 1                | 5                |
| 1963             | Nem jutott be    | Nem jutott be    | Nem jutott be    | Nem jutott be    |
| 1965             | 14.              | 9                | 2                | 7                |
| 1967             | Nem jutott be    | Nem jutott be    | Nem jutott be    | Nem jutott be    |
| 1969             | Nem jutott be    | Nem jutott be    | Nem jutott be    | Nem jutott be    |
| 1971             | 9.               | 7                | 3                | 4                |
| 1973             | Nem jutott be    | Nem jutott be    | Nem jutott be    | Nem jutott be    |
| 1975             | Nem jutott be    | Nem jutott be    | Nem jutott be    | Nem jutott be    |
| 1977             | Nem jutott be    | Nem jutott be    | Nem jutott be    | Nem jutott be    |
| 1979             | Nem jutott be    | Nem jutott be    | Nem jutott be    | Nem jutott be    |
| 1981             | 10.              | 8                | 2                | 6                |
| 1983             | 8.               | 7                | 3                | 4                |
| 1985             | 5.               | 8                | 5                | 3                |
| 1987             | 6.               | 8                | 4                | 4                |
| 1989             | Nem jutott be    | Nem jutott be    | Nem jutott be    | Nem jutott be    |
| 1991             | Nem jutott be    | Nem jutott be    | Nem jutott be    | Nem jutott be    |
| 1993             |                  | 9                | 6                | 3                |
| 1995             | 10.              | 6                | 1                | 5                |
| 1997             | 12.              | 8                | 1                | 7                |
| 1999             | 7.               | 9                | 4                | 5                |
| 2001             | 4.               | 7                | 4                | 3                |
| 2003             | 9.               | 4                | 2                | 2                |
| 2005             |                  | 7                | 5                | 2                |
| 2007             | 5.               | 9                | 5                | 4                |
| 2009             | 11.              | 6                | 1                | 5                |
| 2011             | 9.               | 8                | 4                | 4                |
| 2013             | 17.              | 5                | 2                | 3                |
| 2015             | 18.              | 5                | 1                | 4                |
| 2017             | 6.               | 7                | 4                | 3                |
| 2022             |                  | 9                | 7                | 2                |
| Összesen         | 25/41            | 186              | 78               | 108              |